# Hexanitrohexa-aza-isowurtzitaan
Hexanitrohexa-aza-isowurtzitaan, ook HNIW of CL20 genoemd, is een nitroamine-explosief met als brutoformule C6H6N12O12. Het is een van de sterkste chemische springstoffen; het TNT-equivalent van HNIW bedraagt 1,9. De detonatiesnelheid is 9380 meter per seconde. De stof werd ontwikkeld aan het Naval Air Weapons Station van de US Navy in China Lake (Californië). Ze kan gebruikt worden voor de voortstuwing van projectielen en raketten. Tot nog toe wordt ze niet commercieel toegepast vanwege de omslachtige synthese en de hoge productiekosten die daarmee verbonden zijn.
Haar sterkte dankt hexanitrohexa-aza-isowurtzitaan zowel aan de hoge dichtheid (ongeveer 2000 kg/m³) als aan de inwendige spanning in het molecuul. De structuur bestaat uit een starre kooistructuur van isowurtzitaan, met zes stikstofatomen die elk met een nitrogroep verbonden zijn. Dit is analoog aan de conventionele monocyclische springstoffen cyclotrimethyleentrinitroamine (RDX) en cyclotetramethyleentetranitroamine (HMX of octogeen). Er bestaan vier polymorfen van HNIW: α-HNIW, β-HNIW, γ-HNIW en ε-HNIW. ε-HNIW is de meest stabiele van de vier en heeft de hoogste dichtheid; dit is het meest gewenste polymorf voor toepassing als springstof.

## Synthese
De oorspronkelijk gepubliceerde synthese van hexanitrohexa-aza-isowurtzitaan gebeurt in drie stappen. De reactie van benzylamine (1) en glyoxaal (2) in aanwezigheid van een zure katalysator levert een verbinding die bestaat uit een hexa-aza-isowurtzitaanstructuur met zes benzylgroepen (hexabenzylhexa-aza-isowurtzitaan of HBIW, 3). De tweede stap is een hydrogenering: HBIW wordt met waterstofgas behandeld in aanwezigheid van azijnzuuranhydride, een palladiumkatalysator en een katalytische hoeveelheid broombenzeen. Daarbij worden vier van de zes benzylgroepen gereduceerd tot tolueen en vervangen door acetylgroepen. Op deze manier wordt de verbinding tetra-acetyldibenzylhexa-aza-isowurtzitaan of TADB (4) verkregen. Die wordt ten slotte genitreerd met achtereenvolgens de nitreermiddelen nitrosyltetrafluorboraat (NOBF4) en nitroniumtetrafluorboraat (NO2BF4).
Een latere variant behandelt TADB in een tweede hydrogeneringsstap met mierenzuur om de twee resterende benzylgroepen te vervangen door formylgroepen, zodat tetra-acetyldiformylhexa-aza-isowurtzitaan (TADF) bekomen wordt. Dit kan met nitreerzuur tot hexanitrohexa-aza-isowurtzitaan genitreerd worden. Zo wordt het gebruik van dure nitreermiddelen op basis van tetrafluorboraat vermeden.